# Resolutie 992 Veiligheidsraad Verenigde Naties
Resolutie 992 van de Veiligheidsraad van de Verenigde Naties werd unaniem aangenomen op 11 mei 1995.

## Achtergrond
In 1980 overleed de Joegoslavische leider Tito, die decennialang de bindende kracht was geweest tussen de zes deelstaten van het land. Na zijn dood kende het nationalisme een sterke opmars, en in 1991 verklaarden verschillende deelstaten zich onafhankelijk. Zo ook Bosnië en Herzegovina, waar in 1992 een burgeroorlog ontstond tussen de Bosniakken, Kroaten en Serviërs. Deze oorlog, waarbij etnische zuiveringen plaatsvonden, ging door tot in 1995 vrede werd gesloten.

## Inhoud

### Waarnemingen
De Veiligheidsraad wilde ongehinderde scheepvaart bekomen op de Donau. Nu was er bezorgdheid gerezen over illegale tolgelden die door Servië en Montenegro werden geheven op buitenlandse schepen. De landen werden herinnerd aan resolutie 757 uit 1992, waarin was opgelegd dat Servië en Montenegro niet aan geld mocht geraken, en die bepaalde dat landen illegaal geheven tolgelden mochten terugeisen van Servië en Montenegro. Verder maakten schepen uit Servië en Montenegro zelf gebruikt van de sluizen aan de linkeroever terwijl aan de rechteroever herstellingen werden uitgevoerd. Daarvoor was een uitzondering op resolutie 820 vereist.

### Handelingen
De Veiligheidsraad besloot dat schepen uit Servië en Montenegro gebruik mochten maken van de sluizen op de linkeroever van de Donau. Dat mocht van zodra de voorbereidingen voor de werken op rechteroever voltooid waren en dan gedurende periodes van zestig dagen tot de werken zelf voltooid waren. Roemenië werd gevraagd de passerende schepen goed in de gaten te houden en te zorgen dat geen goederen gelost of geladen werden in het sluizensysteem (er was immers een handelsembargo tegen Servië en Montenegro). Ook moest Roemenië schepen die ervan verdacht werden de VN-resoluties te schenden, de toegang weigeren. Als een schip de VN-resoluties zou schenden, dan zou de uitzondering die hier werd toegestaan weer worden ingetrokken.

## Verwante resoluties
- Resolutie 988 Veiligheidsraad Verenigde Naties
- Resolutie 990 Veiligheidsraad Verenigde Naties
- Resolutie 994 Veiligheidsraad Verenigde Naties
- Resolutie 998 Veiligheidsraad Verenigde Naties

Lijst ·  970 ·  971 ·  972 ·  973 ·  974 ·  975 ·  976 ·  977 ·  978 ·  979 ·  980 ·  981 ·  982 ·  983 ·  984 ·  985 ·  986 ·  987 ·  988 ·  989 ·  990 ·  991 ·  992 ·  993 ·  994 ·  995 ·  996 ·  997 ·  998 ·  999 ·  1000 ·  1001 ·  1002 ·  1003 ·  1004 ·  1005 ·  1006 ·  1007 ·  1008 ·  1009 ·  1010 ·  1011 ·  1012 ·  1013 ·  1014 ·  1015 ·  1016 ·  1017 ·  1018 ·  1019 ·  1020 ·  1021 ·  1022 ·  1023 ·  1024 ·  1025 ·  1026 ·  1027 ·  1028 ·  1029 ·  1030 ·  1031 ·  1032 ·  1033 ·  1034 ·  1035